# Suzume
Suzume (すずめの戸締まり?, Suzume no tojimari, lett. "Le porte chiuse di Suzume" o "Suzume che chiude le porte") è un film d'animazione del 2022 scritto e diretto da Makoto Shinkai.
Realizzato con gran parte dello stesso staff tecnico e artistico che aveva lavorato ai precedenti film Your Name. e Weathering with You, il film è stato un enorme successo commerciale in patria e all'estero, in particolare in estremo Oriente dove ha segnato alcuni record ai botteghini di Cina e Corea del Sud.
La trama segue i protagonisti in un lungo e faticoso viaggio fisico e psicologico in cui si affrontano alcuni temi reali della storia recente del Giappone, in particolare il terremoto e maremoto del Tōhoku del 2011.

## Trama
Suzume Iwato è una diciassettenne che vive in un paesino nella Prefettura di Miyazaki, nel sud del Giappone, e un giorno incontra per caso Sōta, un ragazzo che cerca una certa porta abbandonata: lei gli segnala quella di un villaggio termale abbandonato, da cui improvvisamente emerge una sorta di mostro di fumo che solo i due riescono a vedere. Suzume e Sōta riescono con difficoltà a chiudere la porta, che il ragazzo le spiega essere un passaggio dimensionale: ce ne sono moltissime sparse ovunque, e quando vengono aperte producono dei "vermi" giganteschi che si abbattono a terra generando i terremoti; il compito di Sōta è quello di chiudere le porte prima che sia troppo tardi.
Mentre è a casa di Suzume per curarsi le ferite, Sōta viene trovato da un gatto "scongelatosi" da una pietra-sigillo e da lui trasformato in una sediolina per bambini. Sōta e Suzume lo inseguono per far tornare umano il ragazzo, ma il gatto scappa viaggiando per gran parte del Giappone da sud verso nord; i due riescono a seguirne le tracce perché l'animale diventa famoso sul web col nome Daijin, e nei vari luoghi che visita apre varie porte che i due dovranno chiudere.
Arrivati a Tokyo, Sōta porta Suzume a casa sua e le spiega in maniera dettagliata tutta la situazione: Sōta è l'ultimo discendente di una famiglia di tojishi ("Chiudiporta") che da generazioni chiudono le ushirodo ("porte sul retro") che conducono al tokoyo (l'aldilà buddhista); in pratica, le porte mettono in connessione col regno dei morti, e i vermi che ne fuoriescono sono le concretizzazioni delle memorie dei defunti. I vermi possono essere fermati da certi individui chiudendo la porta o, se questi ormai sono troppo grandi, sigillandoli con delle kaname ishi ("pietre di volta"), una delle quali era proprio quella trasformatasi nel gatto Daijin, teoricamente alleato dei tojishi benché ora stia comportandosi in maniera misteriosamente molesta. Lì a Tokyo, Daijin sblocca un'altra kaname ishi, Sadaijin, e in questa maniera libera un enorme verme che Sōta riesce a sigillare solo sacrificando sé stesso e trasformandosi in kaname ishi.
Dopo un consulto col nonno di Sōta che le spiega come aiutare il ragazzo, Suzume decide di recarsi nella Prefettura di Iwate per trovare una certa porta che lei ricorda vagamente di aver aperto molti anni prima e che potrebbe condurla a Sōta. Si mette in viaggio in auto con i due gatti Daijin e Sadaijin, sua zia Tamaki (che nel frattempo l'ha raggiunta dalla Prefettura di Miyazaki) e Tomoya, un amico di Sōta. Arrivata in una zona desolata, Suzume spiega agli altri che era il paese dove viveva con sua madre prima di venir distrutto dal terremoto e maremoto del Tōhoku del 2011, evento in cui ha perso sia la casa sia sua madre. Suzume ritrova in quello che era il giardino di casa sua una capsula del tempo, da lei seppellita anni prima, con dentro il suo diario che le conferma l'esistenza della porta: lì dentro Suzume rivive i suoi terribili ricordi del 2011, ma riesce con grande fatica e con l'aiuto di Daijin e Sadaijin a trovare e liberare Sōta dalla condizione di kaname ishi, estraendo la sua anima dalla sediolina e ridandogli forma umana. Infine, la ragazza si imbatte nel ricordo di sé stessa bambina, a cui dona la sediolina come regalo da custodire affinché le dia la forza di andare avanti e crescere.
Ritornati nel mondo reale, Suzume e Sōta, ora entrambi rasserenati nel loro cuore dopo le rispettive esperienze catartiche, si salutano e se ne vanno ognuno per la sua strada promettendosi però di rivedersi in futuro. Alcuni mesi dopo, una mattina d'inverno i due ragazzi si ritrovano nello stesso luogo del loro primo incontro.

## Produzione
Il regista Makoto Shinkai e il suo staff hanno cominciato a lavorare sulla pellicola a partire da gennaio 2020. Durante lo sviluppo della sceneggiatura, ad aprile dello stesso anno il governo giapponese ha dichiarato lo stato di emergenza a causa della pandemia di COVID-19: in un'intervista con TV Asahi Shinkai ha affermato che, nonostante la pandemia non abbia avuto un effetto tangibile sulla produzione del film, «l'atmosfera del tempo si è incisa in modo indelebile nella sceneggiatura», aggiungendo che il film avrebbe avuto un tema post-apocalittico.
Dopo aver terminato la sceneggiatura ad agosto, gli storyboard sono stati redatti da settembre 2020 a dicembre 2021, mentre la produzione dell'animazione è iniziata nell'aprile 2021. Il film è stato presentato ufficialmente sul web e durante una conferenza stampa il 15 dicembre 2021, suscitando immediatamente la reazione del fandom di anime e manga per la somiglianza della porta di Suzume con la Dokodemo Door di Doraemon; nell'ottobre 2022, il regista ha annunciato che la produzione del film era stata completata.

## Colonna sonora
Il 20 settembre 2022 viene annunciato che la band Radwimps, che aveva precedentemente collaborato con Shinkai in Your Name. e Weathering with You, comporrà la colonna sonora del film, insieme al compositore Kazuma Jin'no'uchi. Alcune delle registrazioni sono state effettuate presso gli Abbey Road Studios di Londra, e la cantante di TikTok Toaka ha prestato la sua voce per il brano Suzume, che è stato distribuito sui servizi di streaming musicali il 30 settembre 2022. La colonna sonora integrale è stata pubblicata in formato fisico e virtuale l'11 novembre 2022, il giorno dell'uscita del film.

## Promozione
Il 10 aprile 2022 è stato diffuso un teaser trailer, e il 15 luglio successivo il primo trailer esteso, seguito da un secondo il 29 settembre.
Nippon Television ha trasmesso il 28 ottobre 2022 il film Your Name. introdotto dai primi 12 minuti del film, che mostrano la scena della chiusura della prima porta.

## Distribuzione
Le pellicola è stata distribuita nelle sale giapponesi da Toho l'11 novembre 2022, attraverso proiezioni regolari e IMAX. Il film è stato proiettato in anteprima su IMAX il 7 novembre per gli spettatori idonei scelti tramite una lotteria.
Crunchyroll, Sony Pictures e Wild Bunch hanno acquisito i diritti di distribuzione globale del film: Crunchyroll si occuperà della distribuzione in America del Nord e collaborerà con Sony nei territori al di fuori dell'Asia, mentre Sony e Wild Bunch co-distribuiranno in Europa. Le società distribuiranno il film nei primi mesi del 2023.
Suzume è stato distribuito nei cinema italiani da Sony Pictures Entertainment Italia a partire dal 27 aprile 2023. L'uscita del film in DVD e Blu-Ray è per il 30 ottobre 2024.

## Accoglienza

### Incassi
Ha avuto il suo debutto in 379 sale giapponesi per i primi tre giorni primo in classifica con 1,88 miliardi di Yen e 1,33 milioni di biglietti, superando ampiamente Black Panther: Wakanda Forever, ottenendo così il debutto più redditizio tra i film di Shinkai, pari al 47,4% in più di incassi e al 38,7% di biglietti di quello di Your Name. e al 14,4% di incassi e al 14,8% di biglietti in più di Weathering with you.
Al terzo weekend di maggio 2023, al 4º posto tra i film anime di maggior incasso Suzume supera in tutto il mondo i 322,1 milioni di dollari, visto da oltre 46 milioni di spettatori; nel solo Giappone ha avuto un incasso pari a 14,71 milioni di Yen e 11 milioni di spettatori; 
In Cina nello stesso periodo raggiunge i 119,2 milioni di dollari, a seguire la Corea del Sud con 42,4 milioni di dollari, mentre è diventato anche in India il film anime di maggiore incasso di sempre. In Italia invece segna il risultato di oltre 630 mila euro, con 85 741 spettatori..

### Critica
Sull'aggregatore Rotten Tomatoes la pellicola ottiene il 95% delle critiche positive con un voto medio di 7,80 su 10, basato su 85 recensioni. Su Metacritic ottiene un punteggio di 74 su 100 basato su 22 recensioni.

## Adattamenti

### Romanzo
Una trasposizione della storia in forma di romanzo è stata pubblicata dallo stesso Shinkai il 24 agosto 2022. Il libro, intitolato Suzume, è stato pubblicato in italiano da J-Pop nel marzo del 2023.

### Manga
La storia è stata adattata come manga, con illustrazioni di Denki Amashima, pubblicato da ottobre 2022. Gli episodi di Suzume sono stati successivamente ripubblicati in tre volumi Tankōbon. L'edizione italiana in tre volumi è stata pubblicata da Star Comics nel 2024.

## Nella cultura popolare
Nel 2025 Rika Hongo ha interpretato un programma sulle musiche di Suzume all'interno di Notte stellata, show voluto dal due volte campione olimpico di pattinaggio Yuzuru Hanyu e svoltosi nella Prefettura di Miyagi per ricordare il Terremoto del Tohoku del 2011.

## Riconoscimenti
- 2023 – Festival internazionale del cinema di Berlino[26]
  - Candidatura all'Orso d'oro

- 2024 – Golden Globe
  - Candidatura al miglior film d'animazione a Makoto Shinkai